# Glympis concoloralis
Glympis concoloralis là một loài bướm đêm trong họ Erebidae.